# Gawrilow Possad
Gawrilow Possad (russisch Гаврилов Посад) ist eine Kleinstadt in der Oblast Iwanowo (Russland) mit 6434 Einwohnern (Stand 14. Oktober 2010).

## Geografie
Die Stadt liegt am Ostende eines Ausläufers des Moskauer Höhenrückens etwa 85 km südwestlich der Oblasthauptstadt Iwanowo bei der Mündung des Flüsschens Woimiga in den Irmes im Flusssystem der Wolga.
Gawrilow Possad ist Verwaltungszentrum des gleichnamigen Rajons.

## Geschichte
Der Ort wurde erstmals 1434 als Dorf Gawrilowskoje urkundlich erwähnt. Möglicherweise wurde das Dorf bereits zu Beginn des 13. Jahrhunderts gegründet und vom Wladimirer Großfürsten Wsewolod „Großes Nest“ nach dem Taufnamen seines Sohnes Swjatoslaw, Gawriil, benannt.
1609 gehörte das Dorf dem Russischen Zarenhof als Gawrilowa sloboda.
1789 wurde unter dem Namen Gawrilowski Possad das Stadtrecht verliehen; die heutige Namensform bürgerte sich erst zu Beginn des 20. Jahrhunderts ein. Im 19. Jahrhundert noch wichtiger regionaler Handelspunkt, stagnierte die Entwicklung der Stadt in Folge, verglichen mit anderen Städten des Gebietes.

### Bevölkerungsentwicklung
| Jahr | Einwohner |
| ---- | --------- |
| 1897 | 1160      |
| 1926 | 2200      |
| 1939 | 6139      |
| 1959 | 6710      |
| 1970 | 7491      |
| 1979 | 7838      |
| 1989 | 8492      |
| 2002 | 7193      |
| 2010 | 6434      |

Anmerkung: Volkszählungsdaten (1926 gerundet)

## Kultur und Sehenswürdigkeiten
Die Stadt besitzt ein Heimatmuseum.

## Wirtschaft und Infrastruktur
Gawrilow Possad ist Zentrum eines Landwirtschaftsgebietes. Es gibt kleinere Betriebe der Lebensmittel- und Textilindustrie.
Unweit befindet sich ein Gestüt, auf welchem die Rasse Wladimirer Kaltblut (russisch Wladimirski Tjaschelowos) gezüchtet wird (siehe Stadtwappen).
Die Stadt liegt an der auf diesem Abschnitt 1899 eröffneten Eisenbahnstrecke (Moskau–) Belkowo–Iwanowo (Streckenkilometer 238 ab Moskau).